# Vitalijus Kavaliauskas
Vitalijus Kavaliauskas (ur. 2 lipca 1983) – litewski piłkarz grający na pozycji napastnika w Ekranasie Poniewież, którego jest wychowankiem i do którego powrócił na początku 2012 roku. W reprezentacji Litwy zadebiutował w 2002 roku. Do tej pory rozegrał w niej siedemnaście meczów, w których zdobył trzy gole (stan na 28 marca 2013).